# Teemu Pukki
Teemu Pukki (født 19. marts 1990) er en finsk professionel fodboldspiller, der spiller for Minnesota United i den amerikanske Major League Soccer. Han er også på Finlands landshold. Han er primært angriber, men kan også spille på kanterne.

## Karriere

### FC Koo Tee Pee
Pukkis seniorkarriere startede, da han fik debut for FC Koo Tee Pee i 2006. Janne Hyppönen gav ham debut, da han skiftede ham ind i kampen mod HJK Helsinki den 21. april 2006. Efter at have spillet flere kampe resten af Veikkausliga-sæsonen, blev han kåret til årets spiller i Finland af Finlands fodboldforbund.
Pukki forlængede sin kontrakt i maj 2007, til og med 2009. I 2007 spillede han 24 ligakampe, og da han scorede den 3. maj 2007 mod FC Vikings, blev han den først til at være født i 1990'erne til at score i Veikkausligaen. Han scorede tre mål i sæsonen, og blev kåret til årets næstbedste angriber i ligaen.  I løbet af sæsonen havde Pukki været til prøvetræning i Sevilla FC, og i november annoncerede klubben, at de havde købt ham.

### Sevilla
Pukki skiftede i 2009 til Sevilla, hvor det dog kun blev til en enkelt kamp.

### Schalke 04
Han skiftede i 2009 til Schalke med stor succes, men pga. en knæskade var det svært for Pukki at komme på førsteholdet igen. Så han så sig nødsaget til at skifte klub og kom derpå til Celtic.

### Celtic
I Celtic blev det dog kun til 29 kampe på 2 år, med 7 mål. Men han havde svært ved at rejse sig efter en knæskade, og rejste derfor mod Danmark. Først på en lejeaftale og senere blev han så solgt dertil.

### Brøndby
Pukki skiftede i sommeren 2014 fra Celtic til Brøndby IF på en lejeaftale gældende for sæsonen 2014-15.
I sommeren 2015 blev lejeaftalen erstattet med en permanent 3-årig aftale.
Pukki spillede i Brøndby frem til kontraktens udløb, hvorpå parterne ikke kunne opnå enighed om en forlængelse. Han nåede at score 72 mål for klubben.

### Norwich
Efter udløbet af kontrakten i Brøndby skiftede Pukki til Norwich City, hvor han er på kontrakt til sommeren 2021.

### Minnesota
I vinteren 2024 skiftede Pukki til amerikanske Minnesota United FC

## Hæder

### Individuelt
- Månedens Superligaspiller, august 2016.[11]